# 三寶電腦
三寶電腦（티지삼보컴퓨터、TriGem或TG Sambo Computer Co, Ltd.）是一家總部位於南韓首爾的韓國電腦生產商。三寶電腦是韓首家電腦製造商，並直接與IBM及惠普競爭。

## 經歷
- 1980年－以Sambo Trigem的名字創立。
- 1981年－推出Sambo Trigem SE-8001與Trigem20。
- 2002年－更改公司名稱為TG Sambo。
- 2003年－公司創立職業籃球隊TG Sambo Xers，韓國籃球聯賽成員之一。

## 請參閱
- Narae

## 外部連結
- 三寶電腦主頁（页面存档备份，存于）（韓語）